# West Jefferson (Ohio)
West Jefferson és una població dels Estats Units a l'estat d'Ohio. Segons el cens del 2000 tenia 4.331 habitants.

## Demografia
Segons el cens del 2000, West Jefferson tenia 4.331 habitants, 1.631 habitatges, i 1.180 famílies. La densitat de població era de 503,7 habitants per km².
Dels 1.631 habitatges en un 36,7% hi vivien nens de menys de 18 anys, en un 56,5% hi vivien parelles casades, en un 11,1% dones solteres, i en un 27,6% no eren unitats familiars. En el 22,6% dels habitatges hi vivien persones soles el 9,6% de les quals corresponia a persones de 65 anys o més que vivien soles. El nombre mitjà de persones vivint en cada habitatge era de 2,6 i el nombre mitjà de persones que vivien en cada família era de 3,07.
Per edats la població es repartia de la següent manera: un 27,4% tenia menys de 18 anys, un 7,9% entre 18 i 24, un 29,5% entre 25 i 44, un 21,9% de 45 a 60 i un 13,4% 65 anys o més.
L'edat mediana era de 35 anys. Per cada 100 dones de 18 o més anys hi havia 90,7 homes.
La renda mediana per habitatge era de 41.949 $ i la renda mediana per família de 50.046 $. Els homes tenien una renda mediana de 36.073 $ mentre que les dones 26.734 $. La renda per capita de la població era de 20.425 $. Aproximadament el 6,1% de les famílies i el 5,9% de la població estaven per davall del llindar de pobresa.

## Poblacions més properes
El següent diagrama mostra les poblacions més properes.